# Oncostemum neriifolium
Oncostemum neriifolium är en viveväxtart som beskrevs av John Gilbert Baker. Oncostemum neriifolium ingår i släktet Oncostemum och familjen viveväxter. Inga underarter finns listade i Catalogue of Life.